# Constantino I y el cristianismo

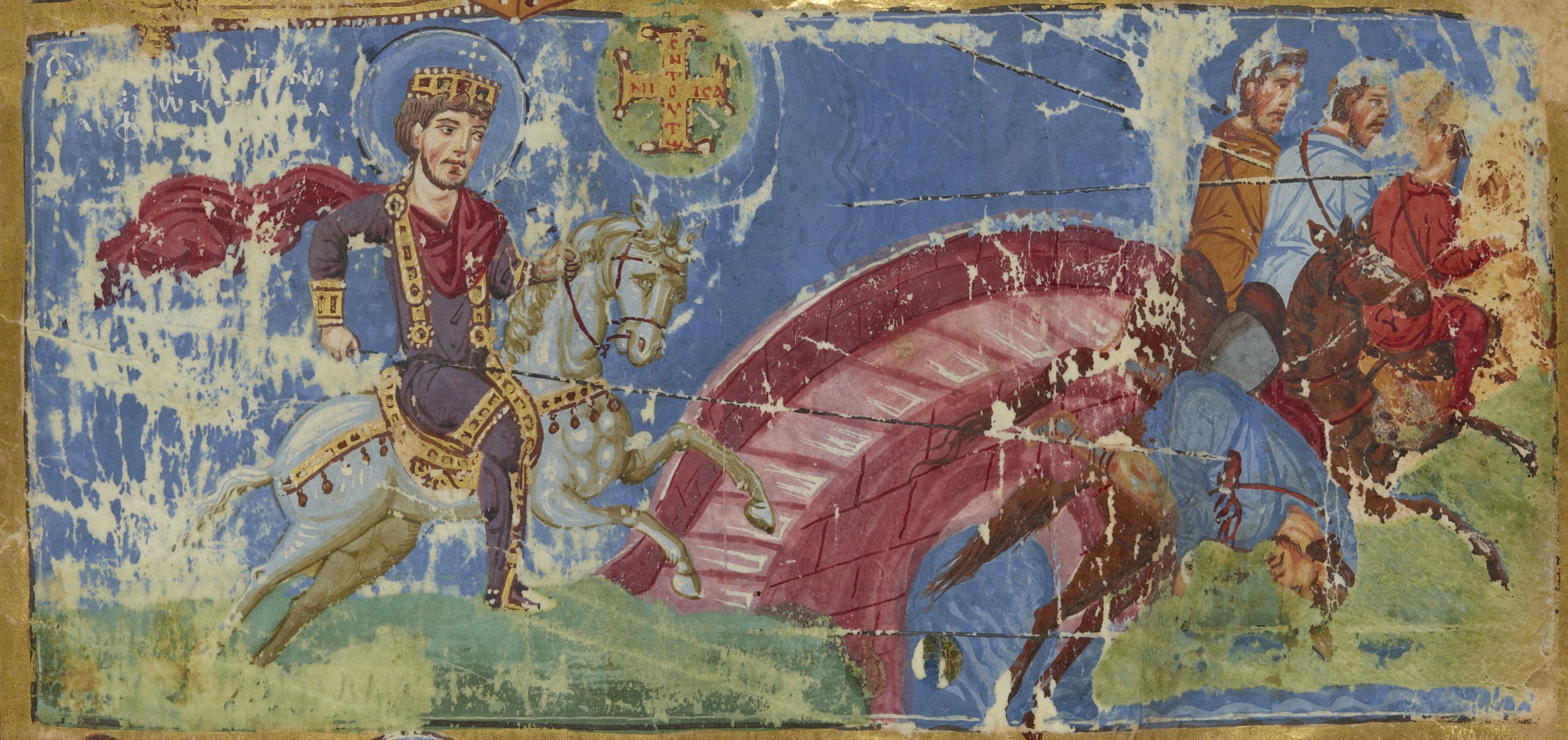
Visión de Constantino y la batalla del Puente Milvio en un manuscrito bizantino del.

Durante el reinado del Emperador romano Constantino el Grande (306-337 d. C.), el cristianismo comenzó a convertirse en la religión dominante del Imperio Romano. Los historiadores siguen sin estar seguros de las razones de Constantino para favorecer el cristianismo, y los teólogos e historiadores han discutido a menudo sobre qué forma de Cristianismo primitivo suscribía. No hay consenso entre los eruditos sobre si adoptó el cristianismo de su madre Helena en su juventud o, como afirma Eusebio de Cesarea, la animó a convertirse a la fe que él había adoptado. 
Constantino gobernó el Imperio Romano como emperador único durante gran parte de su reinado. Algunos estudiosos alegan que su principal objetivo era conseguir la aprobación unánime y la sumisión a su autoridad de todos los estamentos, por lo que eligió el cristianismo para llevar a cabo su propaganda política, creyendo que era la religión más apropiada que podía encajar con el culto imperial. A pesar de todo, bajo la dinastía constantiniana el cristianismo se expandió por todo el imperio, iniciando la era de la religión estatal del Imperio romano. Si Constantino se convirtió al cristianismo sinceramente o permaneció leal al paganismo es un materia de debate entre los historiadores. Su conversión formal en 312 es reconocida casi universalmente entre los historiadores, a pesar de que se afirmó que fue bautizado sólo en su lecho de muerte por el obispo arriano Eusebio de Nicomedia en 337; las verdaderas razones que la motivaron siguen siendo desconocidas y también son objeto de debate. Según Hans Pohlsander, profesor emérito de Historia en la Universidad de Albany, la conversión de Constantino no fue más que otro instrumento de realpolitik en sus manos destinado a servir a su interés político de mantener el imperio unido bajo su control:

El espíritu predominante del gobierno de Constantino era de conservadurismo. Su conversión al cristianismo y su apoyo al mismo produjeron menos innovaciones de las que cabría esperar; de hecho, sirvieron a un fin totalmente conservador, la preservación y continuación del Imperio.

La decisión de Constantino de cesar la persecución a cristianos en el Imperio romano fue un punto de inflexión para el cristianismo primitivo, a veces denominado el Triunfo de la Iglesia, la Paz de la Iglesia o el cambio constantiniano. En 313, Constantino y Licinio promulgaron el Edicto de Milán que despenalizaba el culto cristiano. El emperador se convirtió en un gran mecenas de la Iglesia y sentó un precedente para la posición del emperador cristiano dentro de la Iglesia y planteó las nociones de ortodoxia, cristiandad, concilios ecuménicos, y la iglesia estatal del Imperio Romano declarado por edicto en 380. Es venerado como santo e  igual a los apóstoles en la Iglesia Ortodoxa Oriental, Iglesia Ortodoxa Oriental, y varias Iglesias Católicas Orientales por su ejemplo como monarca cristiano.

## Antes de Constantino
La primera persecución de cristianos en nombre del Imperio romano oficial de la que se tiene constancia se produjo en el año 64 d. C., cuando, según relata el historiador romano Tácito, el emperador Nerón intentó culpar a los cristianos del Gran incendio de Roma. Según la tradición eclesiástica, fue durante el reinado de Nerón cuando Pedro y Pablo fueron martirizados en Roma. Sin embargo, los historiadores modernos debaten si el gobierno romano distinguía entre cristianos y judíos antes de la modificación por parte de Nerva del Fiscus Judaicus en el año 96, momento a partir del cual los judíos practicantes pagaron el impuesto y los cristianos no.
Los cristianos sufrieron persecuciones esporádicas y localizadas a lo largo de dos siglos y medio. Su negativa a participar en el culto imperial se consideraba un acto de traición y, por tanto, se castigaba con la ejecución. La persecución oficial más extendida fue la llevada a cabo por Diocleciano a partir del año 303. Durante la Gran Persecución, el emperador ordenó derribar los edificios cristianos y las casas de los cristianos y recoger y quemar sus libros sagrados. Los cristianos fueron arrestados, torturados, mutilados, quemados, hambreados y condenados a gladiadores concursos para divertir a los espectadores. La Gran Persecución terminó oficialmente en abril de 311, cuando Galerio, emperador mayor de la Tetrarquía, promulgó un edicto de tolerancia que concedía a los cristianos el derecho a practicar su religión, aunque no les devolvía ninguna propiedad. Constantino, cesar en el Imperio de Occidente, y Licinio, cesar en Oriente, también fueron signatarios del edicto. Se ha especulado con que la marcha atrás de Galerio en su prolongada política de persecución cristiana ha sido atribuible a uno de estos césares o a ambos.

## Conversión de Constantino
Es posible (pero no seguro) que la madre de Constantino, Helena, le expusiera el cristianismo. En cualquier caso, sólo se declaró cristiano después de promulgar el Edicto de Milán.

Constantino no era un joven converso. Tenía más de 40 años y era un político experimentado cuando finalmente se declaró cristiano. Había tenido tiempo de tomarle la medida a la nueva religión y a las dificultades que los emperadores habían experimentado para suprimirla. Decidió que el cristianismo era una religión adecuada para un nuevo imperio.

Escribiendo a los cristianos, Constantino dejó claro que creía que debía sus éxitos únicamente a la protección del Dios Supremo.

### Visión de Apolo

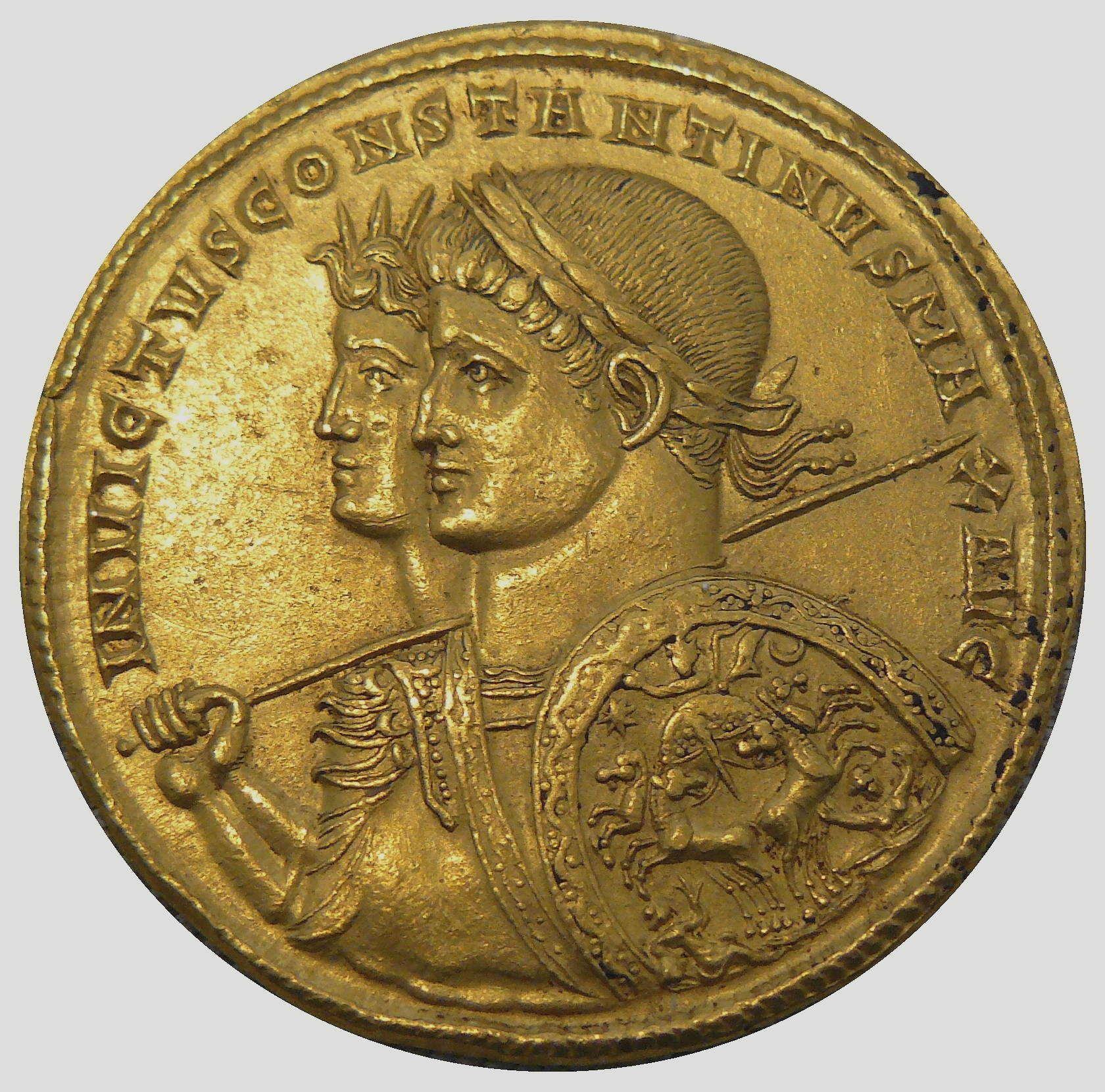
Múltiplo de oro de Jugate emitido por Constantino en Ticinum en 313, que muestra al emperador y al dios Sol, con Sol también representado en su cuadriga en el escudo de Constantino.

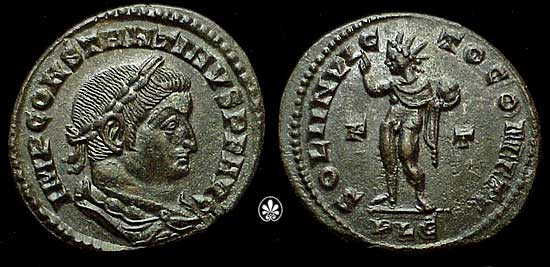
Follis emitido por Constantino en Lugdunum c.309-10, con Sol sosteniendo un globo terráqueo y portando una corona radiada. Constantino es descrito como SOLI INVICTO COMITI.

En el año 310 un panegírico, conservado en la colección Panegyrici Latini y pronunciado en Tréveris con motivo conjunto del cumpleaños de la ciudad y de la quinquennalia de Constantino, relataba una visión que al parecer tuvo el emperador mientras viajaba entre Marsella y Tréveris. El panegirista cuenta que el dios Apolo se apareció a Constantino en compañía de Victoria y juntos le regalaron tres coronas que representaban treinta años de poder. Esta visión fue quizás en un sueño experimentado por el emperador mientras practicaba incubación en el santuario de Apolo Grannus en Grand (Vosgos).  Eusebio era consciente de esta visión, o informes de ella, y se refiere en su propio Panegírico de Constantino de 336 a las "coronas tricentenarias" concedidas por la mano de Dios en el cristianismo a Constantino, "aumentando el dominio de su reino por largos años".

### Batalla del Puente Milvio
Eusebio de Cesarea y otras fuentes cristianas registran que Constantino experimentó una dramática serie de acontecimientos en algún momento entre la muerte de su padre Constancio I en 306 y la Batalla del Puente Milvio el 28 de octubre de 312. La batalla aseguró la reclamación de Constantino al título de augustus en Occidente, que había asumido unilateralmente cuando murió su padre. Según la Vida de Constantino de Eusebio, Constantino vio una visión de "un trofeo en forma de cruz formado por luz" sobre el sol al mediodía. 

Cerca de la hora del sol del mediodía, cuando el día acababa de cambiar, dijo que vio con sus propios ojos arriba en el cielo y descansando sobre el sol, un trofeo en forma de cruz formado de luz, y un texto unido a él que decía: "Por esta conquista." (τούτῳ νίκα) El asombro ante el espectáculo se apoderó tanto de él como de toda la compañía de soldados que entonces le acompañaba en una campaña que estaba llevando a cabo en algún lugar, y fueron testigos del milagro.

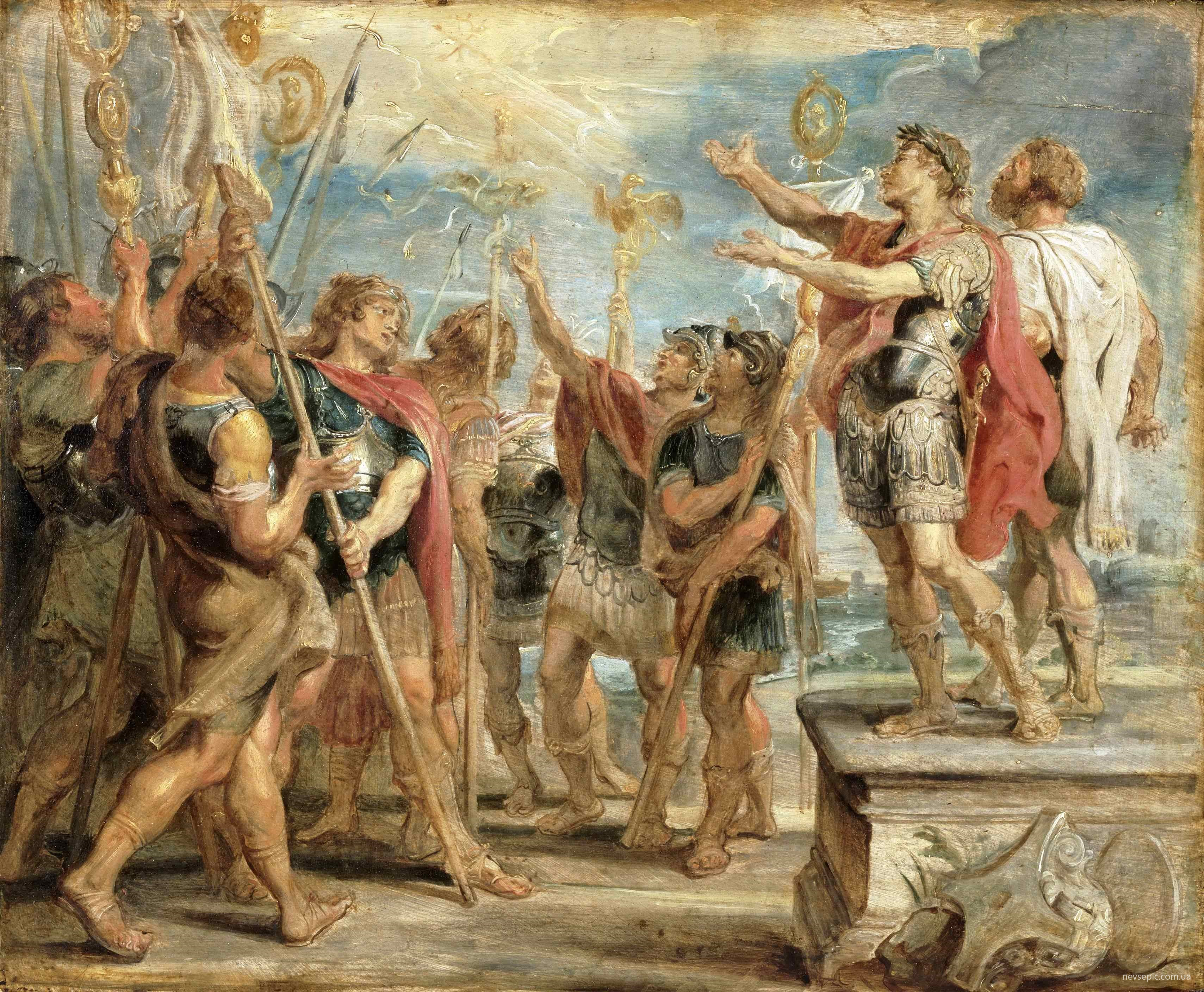
El emblema de Cristo apareciéndose a Constantino, según lo imaginado por Rubens (1622). El ejército de Constantino ve un chi-rho en el cielo diurno.

Las palabras griegas "Ἐν Τούτῳ Νίκα" (en este signo, vencerás) suelen traducirse en una versión latina, "in hoc signo vinces" (en este signo, vencerás). Según Eusebio, Constantino también tuvo un sueño esa misma noche. En el sueño,

el Cristo de Dios se le apareció con la señal que había aparecido en el cielo, y le instó a hacerse una copia de la señal que había aparecido en el cielo, y a usarla como protección contra los ataques del enemigo.

Escribiendo su Historia de la Iglesia poco después de 313, Eusebio no hace mención de esta historia en esa obra y no la cuenta hasta componer su biografía póstuma de Constantino décadas después. Vida de Constantino fue escrita por Eusebio después de que Constantino hubiera muerto, y Eusebio admitió que había oído la historia de Constantino mucho después de que hubiera sucedido. Lactancio, que escribió en 313-315 y unos veinte años antes de la Vida de Eusebio, tampoco menciona una visión en el cielo. En su lugar, Lactancio sólo menciona que el sueño de Constantino tuvo lugar en la víspera de la batalla culminante en el Pons Milvius a través del Tíber, con el detalle crucial de que el "signo" fue marcado en los escudos de los soldados constantinianos. Según Lactancio:

Constantino fue aconsejado en sueños que marcara el signo celestial de Dios en los escudos de sus soldados y luego entrara en combate. Hizo lo que se le había ordenado y, por medio de una letra X girada lateralmente, con la parte superior de la cabeza doblada (transversa X littera, summo capite circumflexo), marcó a Cristo en sus escudos (Christum in scutis notat). Armado con este signo, el ejército tomó sus armas.

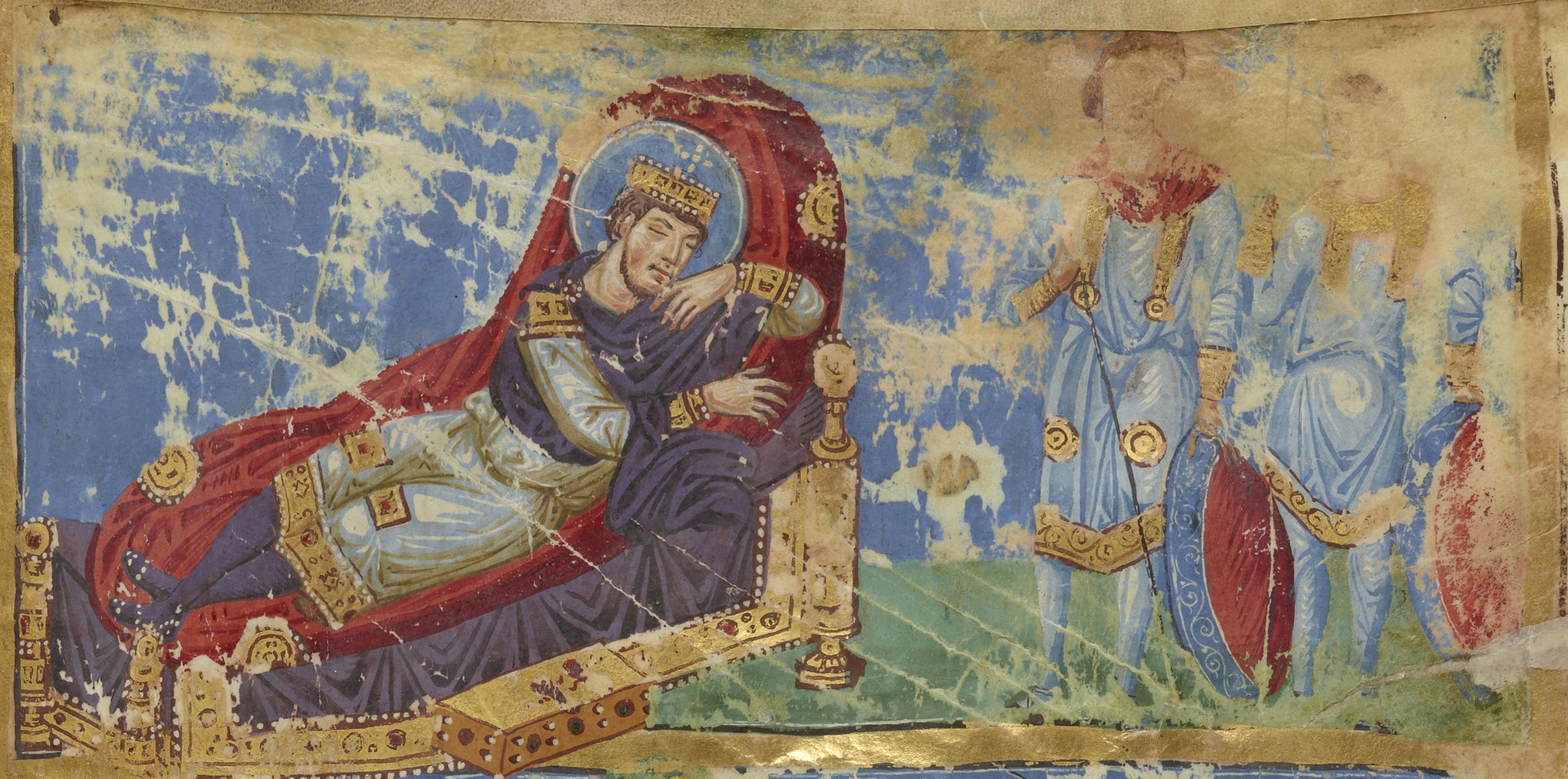
Constantine's dream in a 9th-century Byzantine manuscript

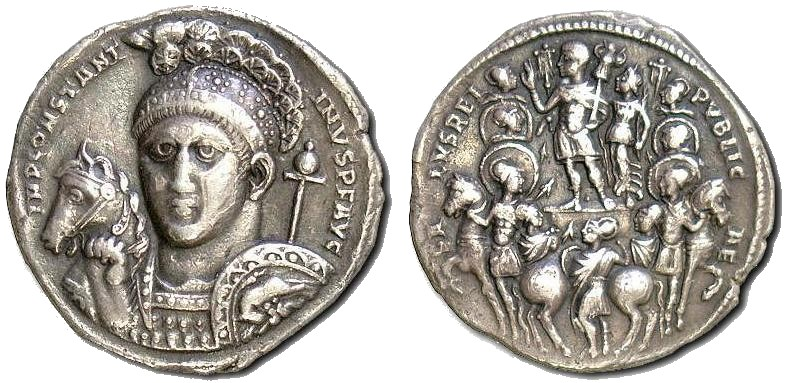
Medallón emitido por Constantino en Ticinum en 315, con chi-rho en el cresta del emperador y Rómulo y Remo y la Lupa en su escudo.

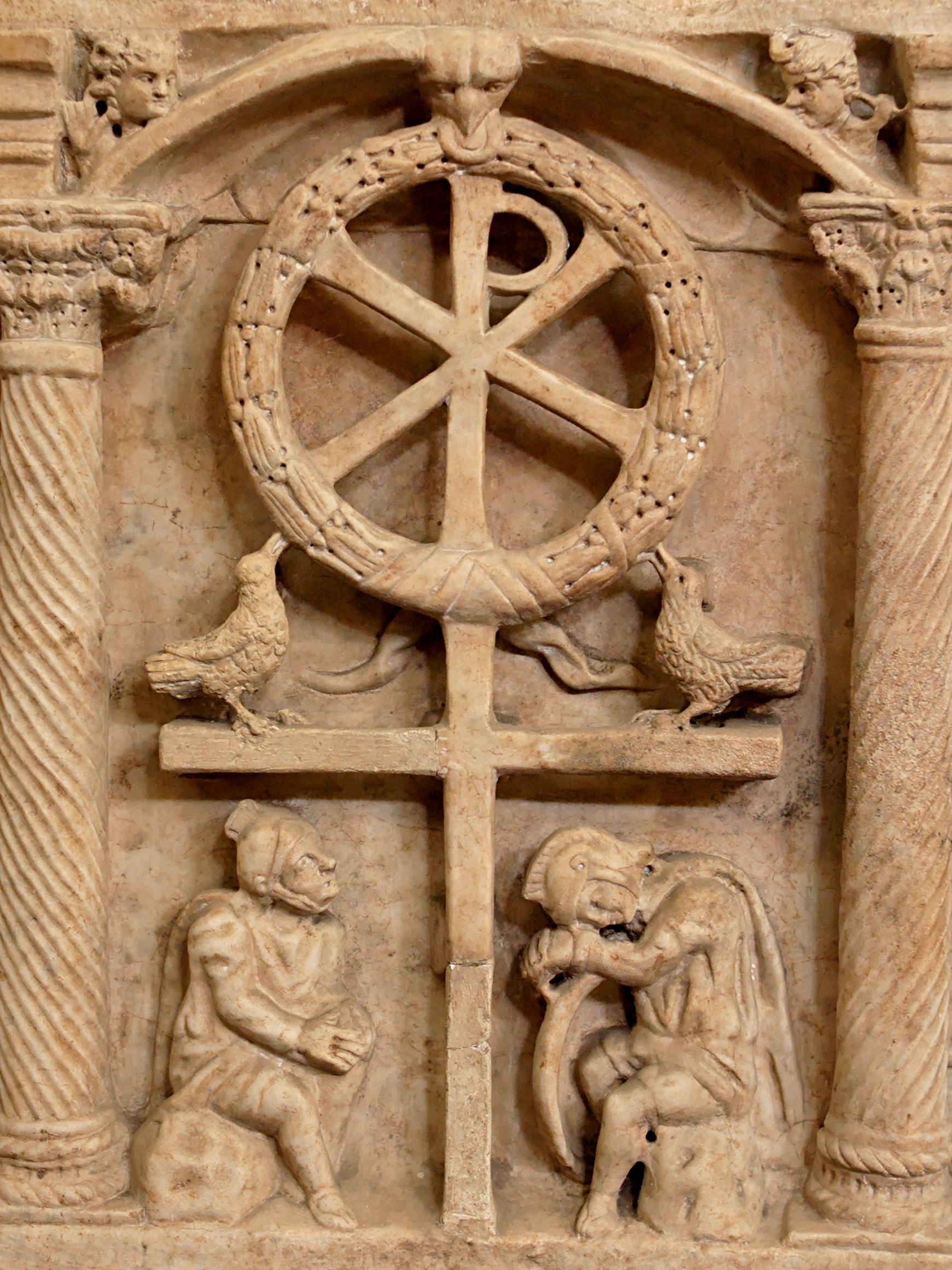
Sarcófago tardorromano con una cruz combinada y una corona chi-rho.

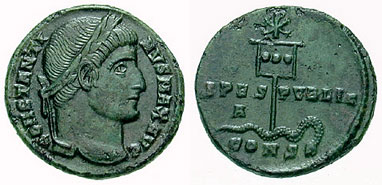
Follis emitido por Constantino en Constantinopla en 337, con un chi-rho en un labarum.

No está claro a partir de estas fuentes lo que Constantino vio y lo que estaba marcado en los escudos de su ejército. La descripción de Eusebio de la visión diurna sugiere un símbolo en forma de cruz (Τ o †), mientras que la descripción de Lactancio sugiere un estaurograma (⳨), aunque también se han propuesto como interpretaciones la crux ansata (☥) o el jeroglífico egipcio ankh (𓋹). Todos estos símbolos fueron utilizados por los cristianos en los siglos III y IV. Eusebio coincide con Lactancio en que se añadió un nuevo dispositivo a los escudos de los soldados de Constantino, pero no lo relaciona con la batalla del Puente Milvio, diciendo únicamente que se marcó el "signo del trofeo salvador", pero sin especificar cuándo. En algún momento después del 317, Constantino permitió a Eusebio, probablemente en el 325 o en el 335, ver un estandarte que se hizo según las instrucciones soñadas del emperador durante la guerra civil. Lo describió como:

Un alto asta bañada en oro tenía una barra transversal en forma de cruz. En el extremo superior se había fijado una corona tejida con piedras preciosas y oro. Sobre ella, dos letras, que imitaban por sus primeros caracteres el nombre de "Cristo", formaban el monograma del título del Salvador, rho intersecado en el centro por chi ... De la barra transversal, bisecada por el mástil, colgaba un paño ... Pero el poste vertical ... llevaba el retrato dorado con la cabeza y los hombros del Emperador amado por Dios, e igualmente de sus hijos.

Esta descripción posterior de Eusebio, escrita después de 324, sugiere un símbolo más elaborado que el texto anterior de Lactancio, en el que intervienen las letras griegas  rho (Ρ) y chi (Χ) ligaturad como el chi rho (☧), un monograma de en griego antiguo: χριστός, romanizado: khrīstós, lit. 'anointed', en referencia a Jesús. Posiblemente la descripción de Eusebio se refiera a un chi-rho dentro del bucle de un ankh.
| 
Tras la batalla y la derrota y muerte de Majencio, Constantino se convirtió en el emperador indiscutible en Occidente y realizó un adventus, una entrada ceremonial a la ciudad. Al llegar al interior de las murallas de Roma ignoró los altares a los dioses preparados en la Colina Capitolina y no llevó a cabo los sacrificios habituales para celebrar la entrada victoriosa de un general en Roma, dirigiéndose en su lugar directamente al palacio imperial. Esto se debe probablemente a que el tradicional triunfo romano, que concluía con el sacrificio a Júpiter Optimus Maximus en su templo del Capitolio, se celebraba tradicionalmente tras la victoria sobre los enemigos de Roma, y no tras la conquista de la ciudad por un pretendiente en una guerra civil. El Arco de Constantino, para el que se esculpieron con el rostro de Constantino numerosos  relieves de monumentos anteriores que representaban a emperadores anteriores sacrificando a diversos dioses, no tiene una imagen de Constantino sacrificando a Júpiter, aunque se le muestra sacrificando a Apolo y a Hércules.

### Edicto de Milán
En 313 Constantino y Licinio anunciaron "que era apropiado que los cristianos y todos los demás tuvieran libertad para seguir el modo de religión que a cada uno le pareciera mejor", concediendo así la tolerancia a todas las religiones, incluido el cristianismo. El Edicto de Milán fue un paso más allá que el anterior  Edicto de Serdica de Galerio en 311, devolviendo los bienes confiscados a la Iglesia. Este edicto convirtió al imperio en oficialmente neutral con respecto al culto religioso; ni ilegalizó las religiones tradicionales ni convirtió al cristianismo en la religión del estado, como ocurrió más tarde con el Edicto de Tesalónica del 380. No obstante, el Edicto de Milán elevó el nivel del cristianismo dentro del imperio y reafirmó la importancia del culto religioso para el bienestar del Estado. La mayoría de las personas influyentes del imperio, especialmente los altos cargos militares, no se habían convertido al cristianismo y seguían participando en las religiones tradicionales de Roma; el gobierno de Constantino mostró al menos una voluntad de apaciguar a estas facciones. La monedas romanas acuñadas hasta ocho años después de la batalla seguían llevando las imágenes de los dioses romanos. Los primeros monumentos que encargó, como el Arco de Constantino, no contenían ninguna referencia al cristianismo.

## Patronazgo de la Iglesia

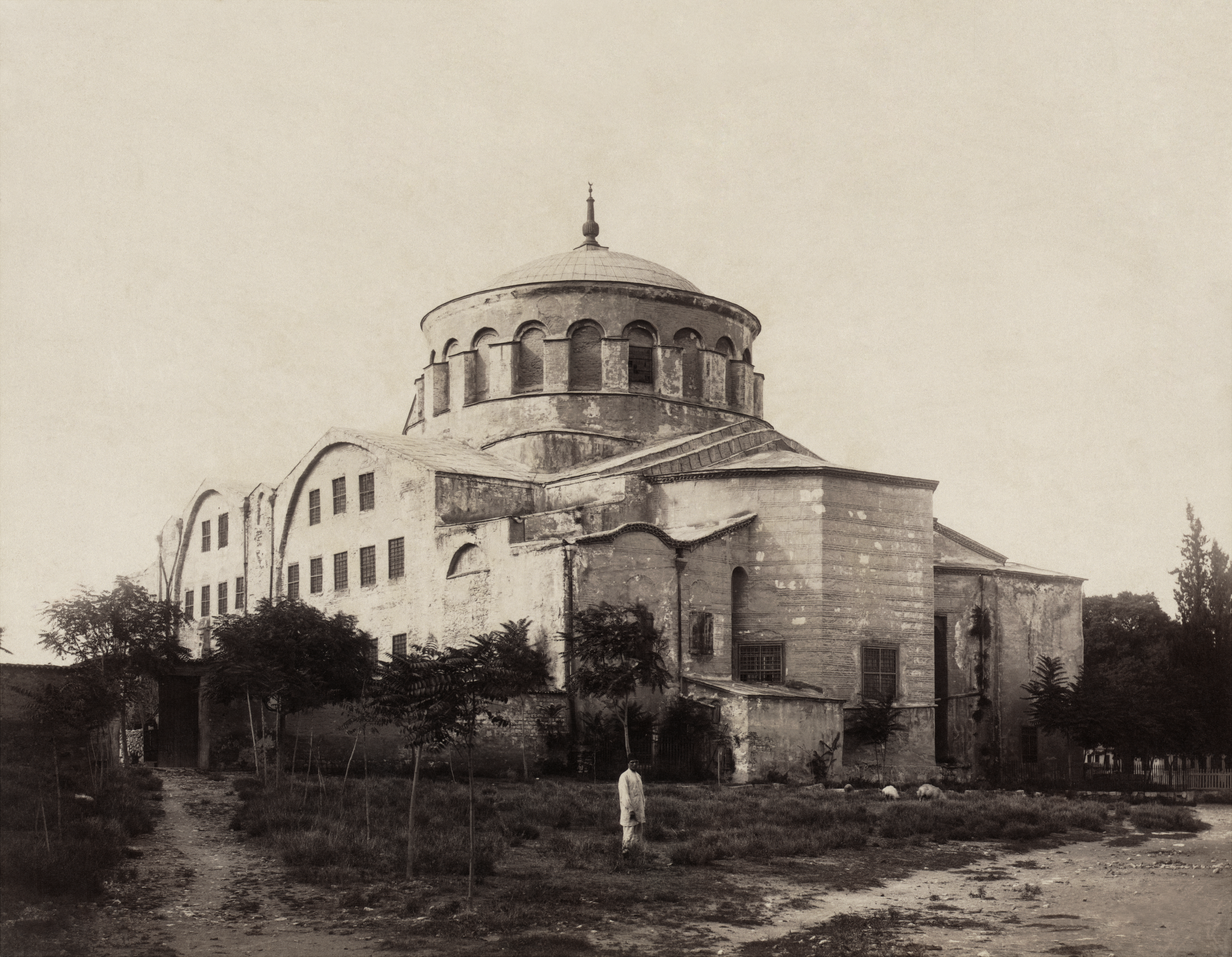
Hagia Eirene fue la primera iglesia encargada por Constantino en Constantinopla y quemada en los disturbios de Nika. La estructura actual es del.

La ascensión de Constantino supuso un punto de inflexión para el cristianismo primitivo. Tras su victoria, Constantino asumió el papel de protector de la fe cristiana. Apoyó económicamente a la Iglesia, hizo construir varias basílicas, concedió privilegios (por ejemplo, la exención de ciertos impuestos) al clero, ascendió a cristianos a cargos de alto rango, devolvió los bienes confiscados durante la Gran Persecución de Diocleciano, y dotó a la iglesia de tierras y otras riquezas. Entre 324 y 330, Constantino construyó una nueva ciudad, Nueva Roma, en Bizancio, en el Bosporos, que se llamaría Constantinopla en su honor. A diferencia de la "vieja" Roma, la ciudad comenzó a emplear una arquitectura abiertamente cristiana, contenía iglesias dentro de las murallas y no tenía templos preexistentes de otras religiones.
Al hacer esto, sin embargo, Constantino exigió a los que no se habían convertido al cristianismo que pagaran por la nueva ciudad. Los cronistas cristianos cuentan que a Constantino le pareció necesario "enseñar a sus súbditos a renunciar a sus ritos... y acostumbrarlos a despreciar sus templos y las imágenes que contenían" Esto llevó al cierre de los templos por falta de apoyo, su riqueza fluyó al tesoro imperial; Constantino no necesitó usar la fuerza para implementar esto. Fue el cronista Teófanes quien añadió siglos más tarde que los templos "fueron aniquilados", pero los historiadores contemporáneos lo consideraron "no cierto".
Constantino respetaba a las personas cultas, y su corte estaba compuesta por hombres mayores, respetados y honrados. A los hombres de las principales familias romanas que se negaban a convertirse al cristianismo se les negaban puestos de poder, pero aun así recibían nombramientos; incluso hasta el final de su vida, dos tercios de los altos cargos de su gobierno no eran cristianos.[cita requerida] Las leyes de Constantino imponían y reflejaban sus actitudes cristianas. La Crucifixión fue abolida por razones de piedad cristiana, pero fue sustituida por el ahorcamiento, para demostrar la preservación de la supremacía romana. El 7 de marzo de 321, el domingo, que era sagrado para los cristianos por ser el día de la resurrección de Cristo y para el dios solar romano Sol Invictus, fue declarado día oficial de descanso. Ese día se prohibieron los mercados y se cerraron las oficinas públicas, excepto para liberar esclavos. No había, sin embargo, restricciones para realizar labores agrícolas los domingos, que era el trabajo de la gran mayoría de la población.
Algunas leyes promulgadas durante su reinado eran incluso humanas en el sentido moderno y apoyaban la tolerancia, posiblemente inspiradas por su cristianismo: un prisionero ya no debía permanecer en la oscuridad total, sino que se le debía dar el aire libre y la luz del día; a un condenado se le permitía morir en la arena, pero no se le podía marcar en su rostro "embellecido celestialmente", ya que se suponía que Dios había hecho al hombre a su imagen, sino sólo en los pies. En 325 se ordenó eliminar los juegos de gladiadores exhibidos públicamente.

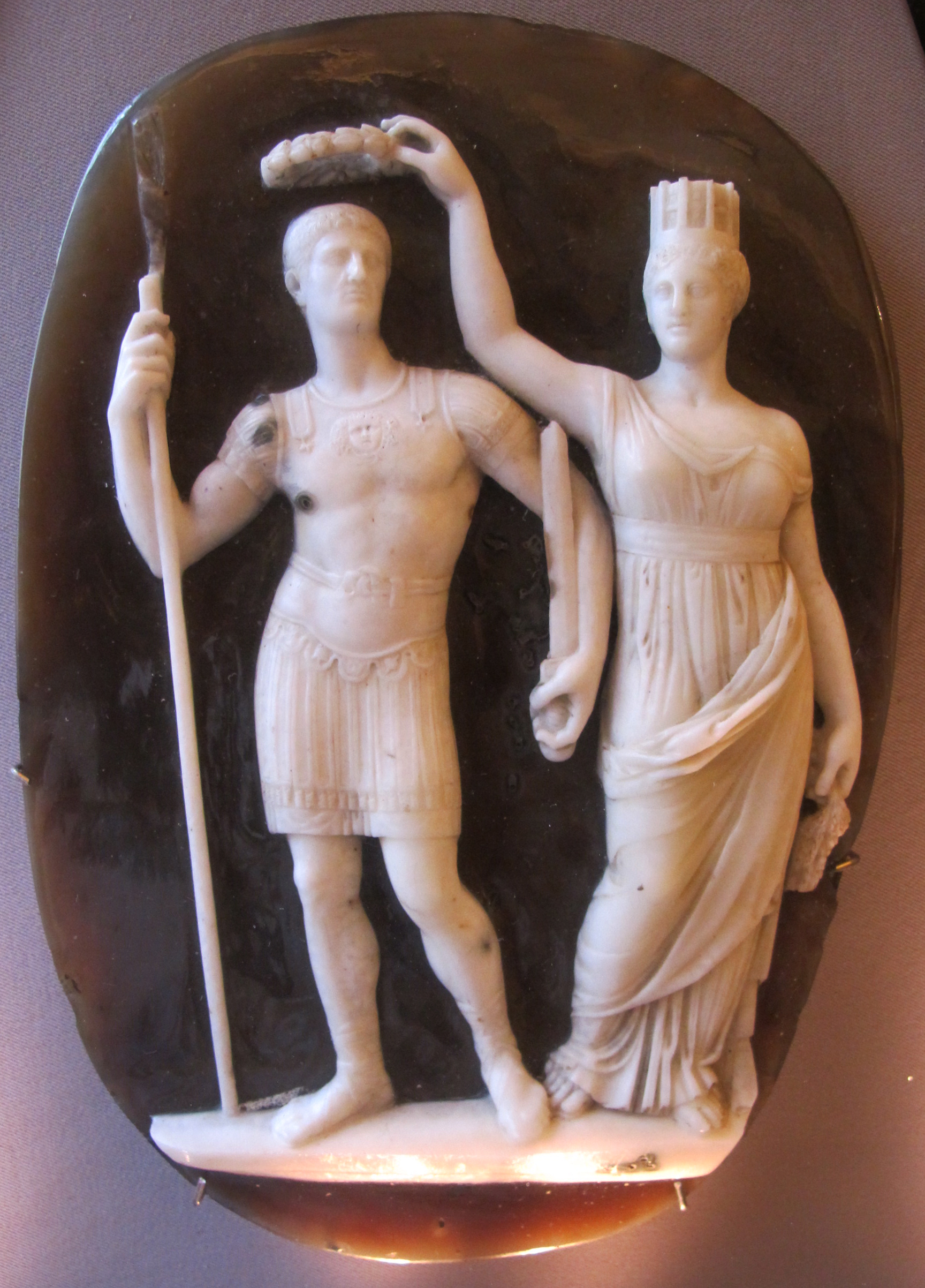
Sardónice del siglo IV camafeo de Constantino coronado por la Tiche de Constantinopla del siglo IV

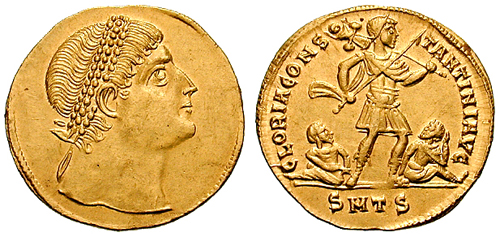
Múltiplo de oro de 1½ solidus emitido por Constantino en Tesalónica en 327, con Constantino mirando al cielo y un emperador acorazado portando lanza y un tropaion con cautivos atados

### Las primeras Biblias cristianas
Según Eusebio, en 331 Constantino le había encargado que entregara cincuenta volúmenes de escrituras para las iglesias de Constantinopla, que debían estar encuadernados en cuero y ser fácilmente transportables. Sólo se sabe con certeza que existieran tres o cuatro iglesias en el reinado de Constantino, pero parece que se planearon o establecieron otras, para las que se encargaron las escrituras. Los volúmenes eran probablemente evangelios que contenían los Evangelios canónicos de los Cuatro Evangelistas en lugar de Biblias completas con todo el canon bíblico, que eran muy raras en la antigüedad.
Athanasius (Apol. Const. 4) registró alrededor de 340 escribas alejandrinos preparando Biblias para Constans. Poco más se sabe. Se ha especulado con la posibilidad de que esto sirviera de motivación para listas de cánones, y que el Codex Vaticanus y el Codex Sinaiticus son ejemplos de estas Biblias. Junto con la Peshitta y el Codex Alexandrinus, son las Biblias cristianas más antiguas que existen.

### Construcción de iglesias
Según Sócrates Escolástico, Constantino encargó la construcción de la primera iglesia de Hagia Irene en Constantinopla, en el lugar que hoy ocupa la iglesia de Justiniano del mismo nombre. Conmemoraba la paz ganada por Constantino y la victoria de Crispo sobre Licinio y Licinio II en la batalla de Crisópolis en 324; su nombre, la iglesia de la Santa Paz (en griego antiguo: Ἁγία Εἰρήνη, romanizado: Hagía Eirḗnē, lit. 'Santa Paz') recordaba el Altar de la Paz (en latín: ara pacis) construido por Augusto, el primer emperador romano divinizado. Otras dos grandes iglesias estaban dedicadas a San Mocio y a San Acacio; ambos dignatarios habían sido supuestamente martirizados en Bizancio durante la Persecución Diocleciana. Se supone que la iglesia de San Mocio incluía partes de un antiguo templo de Zeus o Hércules, aunque es improbable que tal templo existiera en el lugar, que estaba fuera de las murallas de la ciudad constantiniana, así como de la antigua Severa. Byzantium. Según Eusebio, también se celebraban liturgias cristianas en el Mausoleo de Constantino, cuyo emplazamiento se convirtió en la Iglesia de los Santos Apóstoles; aunque Eusebio no menciona ninguna iglesia bizantina por su nombre, informa de que los lugares cristianos eran numerosos dentro de la ciudad y en sus alrededores. La tradición posterior atribuyó a Constantino las fundaciones en Constantinopla de la iglesia de San Menas, la iglesia de San Agathonicus, la Iglesia de San Miguel en la cercana Anaplous, y la iglesia de Hagios Dynamis (en griego antiguo: Άγιος Δύναμις, romanizado: Hagíos Dynamis, lit. 'Santo Poder').

## Emperador cristiano

### Imposición de la doctrina
El reinado de Constantino estableció un precedente para la posición del emperador cristiano en la Iglesia. Los emperadores se consideraban responsables ante los dioses de la salud espiritual de sus súbditos, y después de Constantino tenían el deber de ayudar a la Iglesia a definir y mantener la ortodoxia. En general, la Iglesia consideraba que la definición de la doctrina era responsabilidad de los obispos; el papel del emperador era hacer cumplir la doctrina, erradicar la herejía y mantener la unidad eclesiástica. El emperador se aseguraba de que Dios fuera adorado correctamente en su imperio; lo que consistía en el culto correcto (ortodoxia) y las doctrinas y el dogma lo determinaba la Iglesia.
Constantino se había convertido en adorador del Dios cristiano, pero se encontró con que había muchas opiniones sobre ese culto y, de hecho, sobre quién y qué era ese Dios. En 316, se le pidió a Constantino que se pronunciara en una disputa de la secta donatista (que comenzó negando obediencia a cualquier obispo que hubiera cedido de alguna manera a la persecución, y más tarde consideró a todos los obispos excepto a los de su propia secta como totalmente contaminados). Más significativamente, en 325 convocó el Primer Concilio de Nicea, efectivamente el primer concilio ecuménico (a menos que el Concilio de Jerusalén sea clasificado así). El Concilio de Nicea es el primer gran intento de los cristianos por definir la ortodoxia para toda la Iglesia. Hasta Nicea, todos los concilios anteriores de la Iglesia habían sido sínodos locales o regionales que afectaban sólo a porciones de la Iglesia.
Nicea se ocupó principalmente de la controversia arriano. Constantino se debatía entre el arrianismo y el trinitarismo. Tras el concilio de Nicea, y en contra de sus conclusiones, acabó sacando a Arrio del exilio y desterró a Atanasio de Alejandría a Tréveris.
Justo antes de su muerte en mayo de 337, se afirma que Constantino fue bautizado en el cristianismo. Hasta ese momento había sido catecúmeno durante la mayor parte de su vida adulta. Creía que si esperaba a bautizarse en su lecho de muerte corría menos peligro de contaminar su alma con el pecado y no llegar al cielo. Fue bautizado por su pariente lejano el obispo arriano Eusebio de Nicomedia o por el papa Silvestre I que mantienen la Iglesia católica, la Iglesia ortodoxa copta, el Iglesia ortodoxa de Antioquía, la Iglesia ortodoxa de Grecia, la Iglesia Ortodoxa Rusa, la Iglesia Ortodoxa Serbia, sobre por muchas otras Ortodoxa Oriental, Ortodoxa Nestoriana, y Ortodoxas Orientales. Iglesias. Durante la época de Eusebio de Nicomedia en la corte imperial, la corte oriental y los principales cargos de la Iglesia oriental estaban ocupados por arrianos o simpatizantes arrianos. Salvo un breve período de eclipse, Eusebio gozó de la total confianza tanto de Constantino como de Constancio II y fue tutor del emperador Juliano el Apóstata. Tras la muerte de Constantino, su hijo y sucesor Constancio II fue arriano, al igual que el emperador Valente.

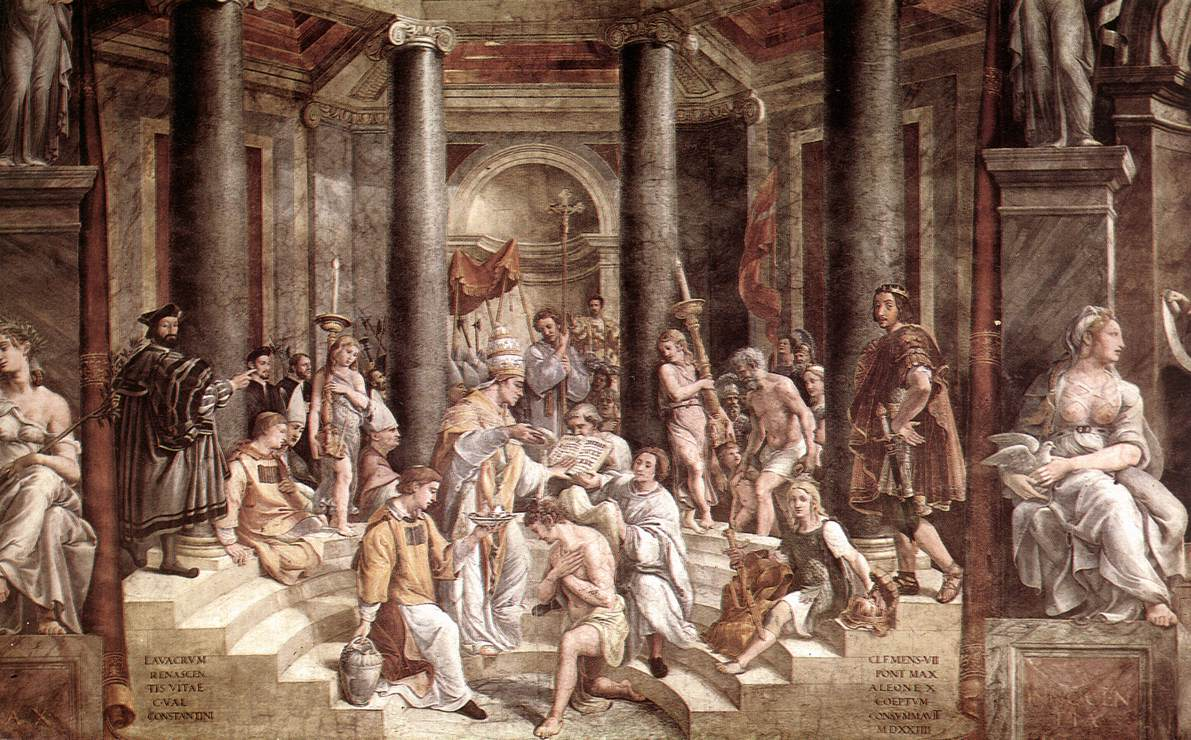
Bautismo de Constantino de Rafael

### Supresión de otras religiones
La postura de Constantino respecto a las religiones tradicionalmente practicadas en Roma evolucionó durante su reinado. De hecho, su acuñación de monedas y otros motivos oficiales, hasta el año 325, lo habían afiliado al culto pagano de Sol Invictus. Al principio, Constantino fomentó la construcción de nuevos templos y toleraba sacrificios tradicionales; al final de su reinado, había empezado a ordenar el saqueo y derribo de templos romanos.
Más allá del limes, al este del Éufrates, los gobernantes del Sasánida, perennemente en guerra con Roma, tenían por lo general tolerancia con el cristianismo. Se dice que Constantino escribió a Shapur II en 324 y le instó a proteger a los cristianos bajo su gobierno. Con el establecimiento del cristianismo como religión estatal del Imperio romano, los cristianos de Persia serían considerados aliados del antiguo enemigo de Persia. Según un relato cristiano anónimo, Shapur II escribió a sus generales:

Arrestarás a Simón, jefe de los cristianos. Lo retendréis hasta que firme este documento y consienta en recaudar para nosotros un doble impuesto y un doble tributo de los cristianos... porque nosotros los dioses tienen todas las pruebas de la guerra y no tienen más que reposo y placer. Habitan en nuestro territorio y están de acuerdo con César, nuestro enemigo.
Shapur IIA History of Christianity in Asia: Beginnings to 1500

## Cambio constantiniano
Cambio constantiniano es un término utilizado por algunos teólogos e historiadores de la antigüedad para describir los aspectos y resultados políticos y teológicos del siglo IV proceso de integración por Constantino del gobierno imperial con la Iglesia que comenzó con el Primer Concilio de Nicea. El término fue popularizado por el teólogo menonita John H. Yoder. La afirmación de que alguna vez hubo un cambio constantiniano ha sido discutida; Peter Leithart sostiene que hubo un "breve y ambiguo 'momento constantiniano' en el siglo IV", pero que no hubo "ningún 'cambio constantiniano' permanente y epocal".